# لاناي (كيبك)
لاناي (بالإنجليزية: Launay, Quebec)‏ هي بلدية محلية في كيبيك تقع في كندا في Abitibi Regional County Municipality. يقدر عدد سكانها بـ 229 نسمة ومساحتها 257.00 كم2 .